# Góndola

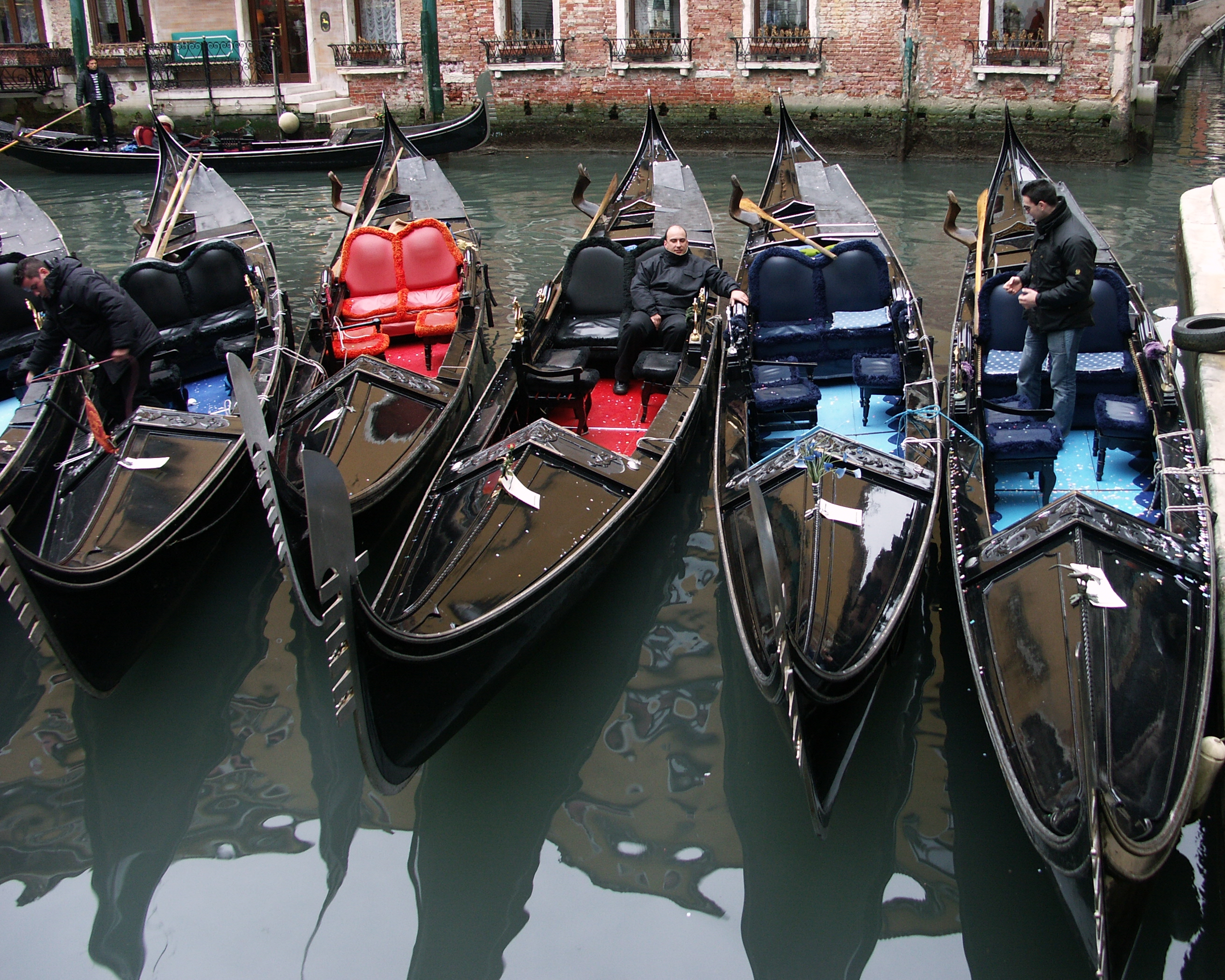
Góndolas amarradas.

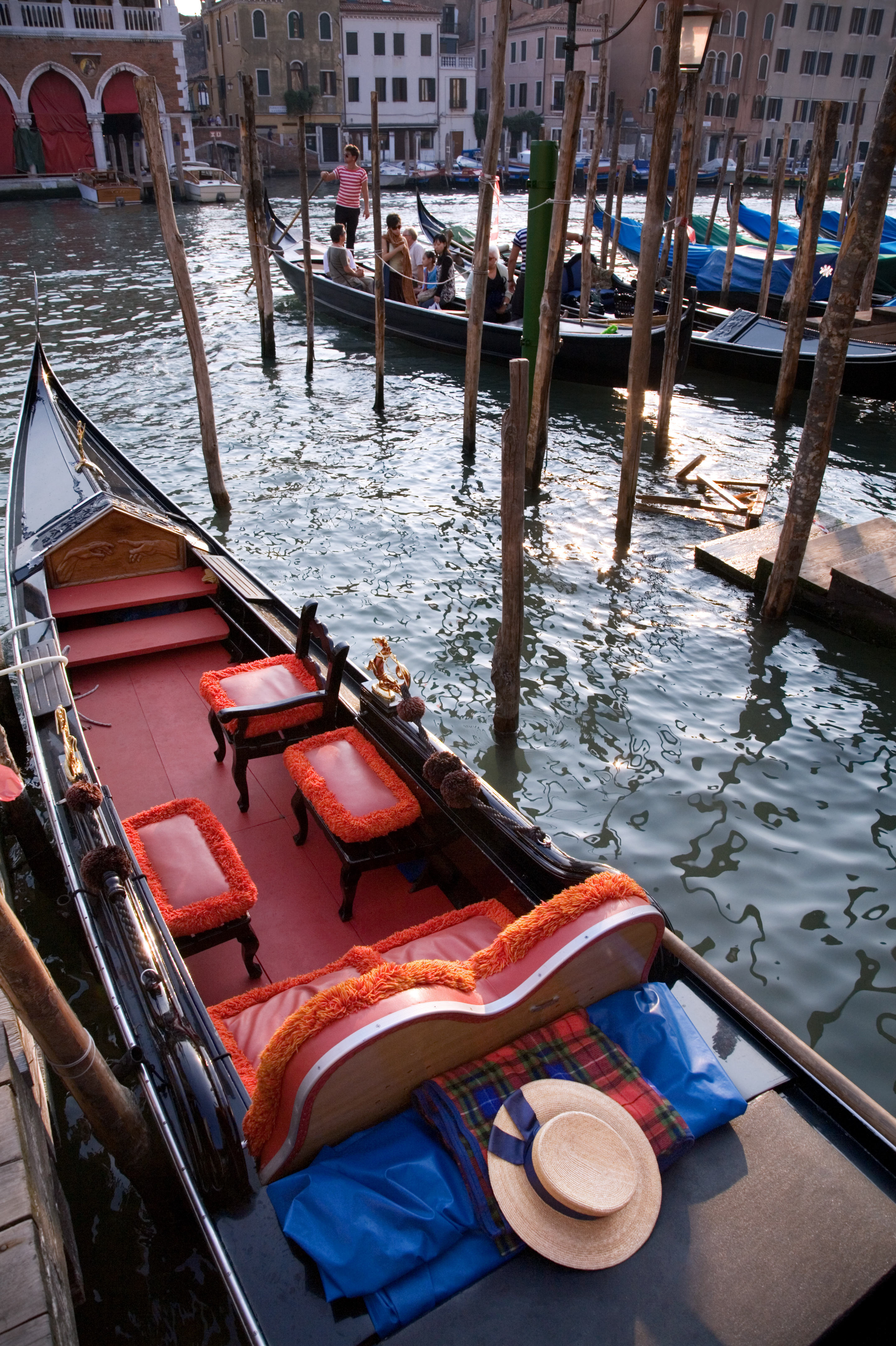
Góndola en Venecia.

La góndola es una embarcación a remos tradicional de Venecia. Las góndolas fueron durante siglos el principal medio de transporte de Venecia y todavía desempeñan un papel importante, ya que sirven como trasbordo desde y hacia los canales principales.
Se estima que durante el siglo XVIII navegaban por los canales miles de góndolas. En la actualidad su número ronda el centenar,[cita requerida] destinadas principalmente al turismo, para el trasbordo hacia los canales principales y para uso privado. La construcción de la góndola se desarrolló hasta finales del siglo XIX, cuando empezaron a sustituirlas unos barcos motorizados que reciben el nombre de vaporetto. 
Una góndola es larga y estrecha, con un contorno asimétrico para facilitar la propulsión con un solo remo, de haya y con una curvatura longitudinal que reduce al mínimo el área de contacto con el agua. El remo se sostiene con una especie de horquilla, conocida como forcola, realizada de una sola pieza de nogal y que tiene una forma complicada, permitiéndole ocho maniobras distintas, como son las de remo lento, avance, giro, freno y para ciar.

## Materiales
La propia embarcación está construida de ocho tipos de madera: tilo, alerce, roble, abeto, cerezo, nogal, olmo y caoba. Es digno de mencionar que en general el oficio de constructores de góndolas es ejercido por las mismas familias desde el siglo XVII y el complejo labrado de las maderas que compondrán tanto el remo como su apoyo es una obra manual reservada solo a expertos.Las familias dedicadas a la fabricación también hacen el mantenimiento de las antiguas que en general superan los cincuenta años de vida. Todo este trabajo se ejecuta en la misma Venecia y los artesanos lo hacen en galpones vecinos a la laguna. Los gondolieri en general son empleados por los propietarios de la góndolas que suelen tener varias en su haber. Una vez cumplidas las pruebas de agua se debe inscribir la nave en el registro de prefectura y el navegante que la utilizará debe obtener a su vez un permiso para hacerlo. Las nuevas góndolas serán cubiertas de telas impermeables mientras no estén en uso y permanecerán esperando clientes en las cercanías de Piazza San Marco. No todos los gondolieri cantan. Algunos incluso se niegan a hacerlo. En los últimos años el servicio ofrece bebidas de alta gama para las parejas que accedan a un paseo por los hermosos canales. Hay varias clases de góndolas que pueden transportas desde una a seis personas según el modelo.
En la proa de la embarcación suele haber un adorno de hierro para protección en caso de accidente, para decoración y como contrapeso, ya que el gondolero rema de pie en la popa.

## Galería

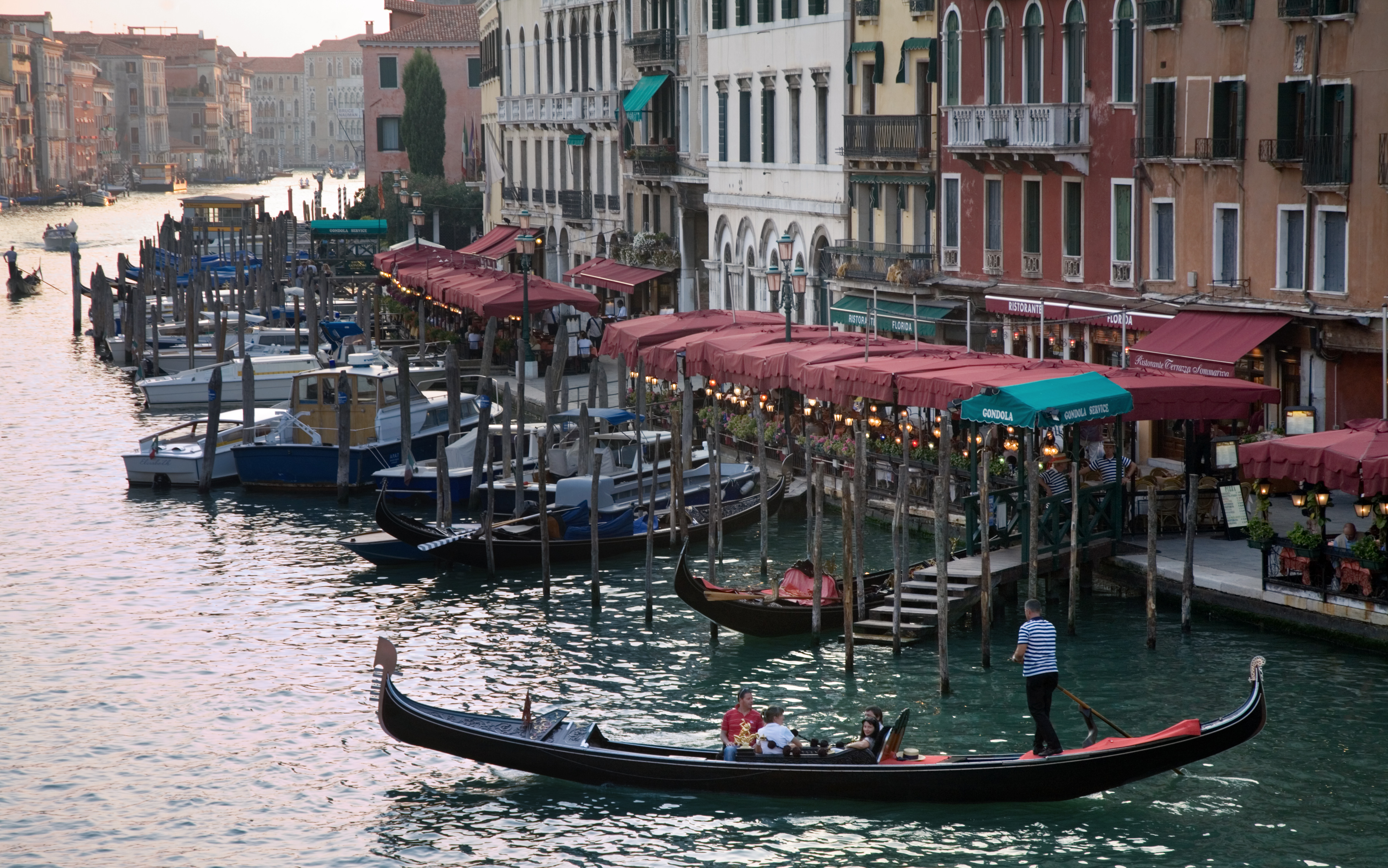
Góndolas en el Gran Canal, Venecia.
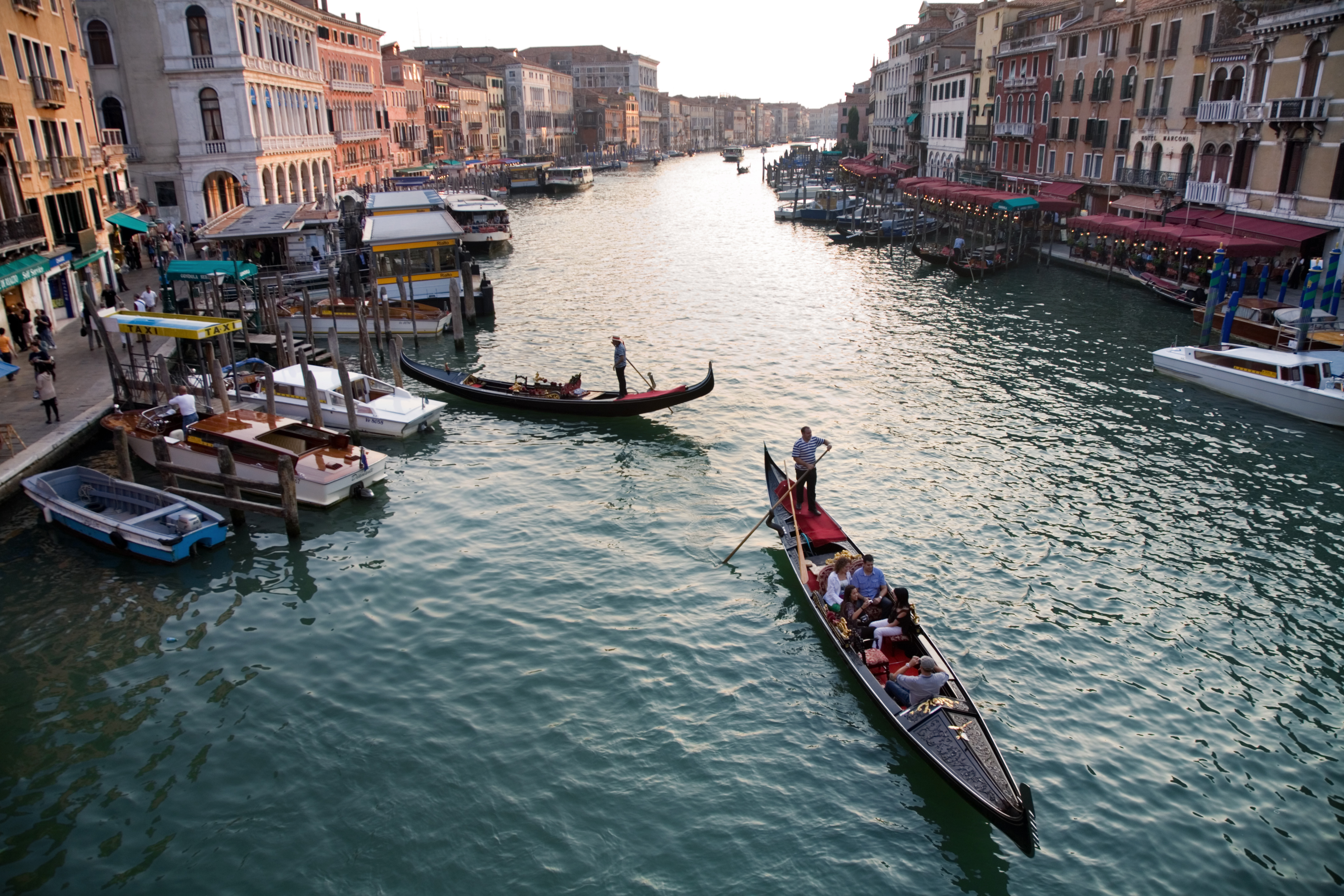
Góndolas en el Gran Canal, Venecia.
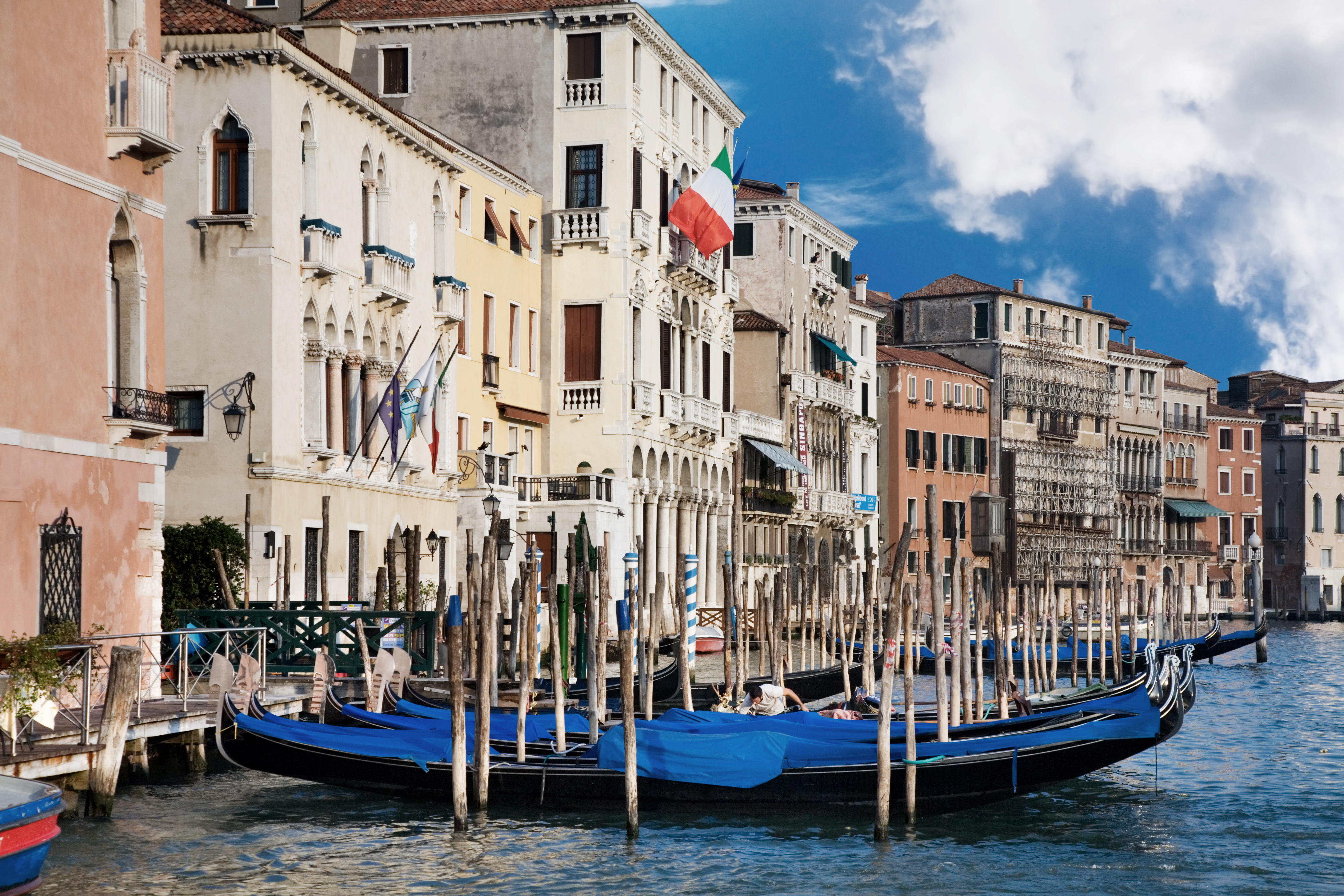
Góndolas en el Gran Canal, Venecia.
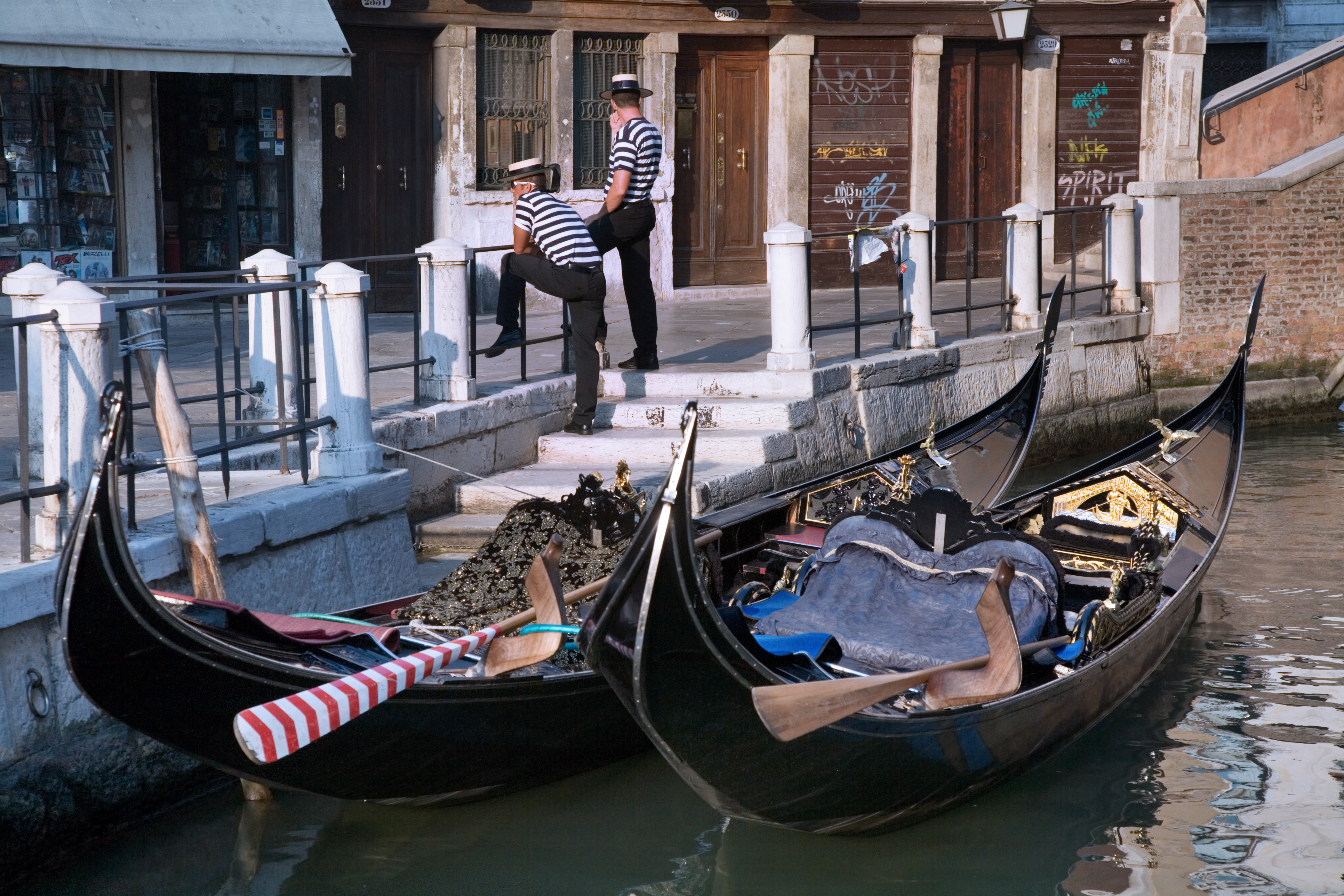
Góndolas en un canal interno, Venecia.
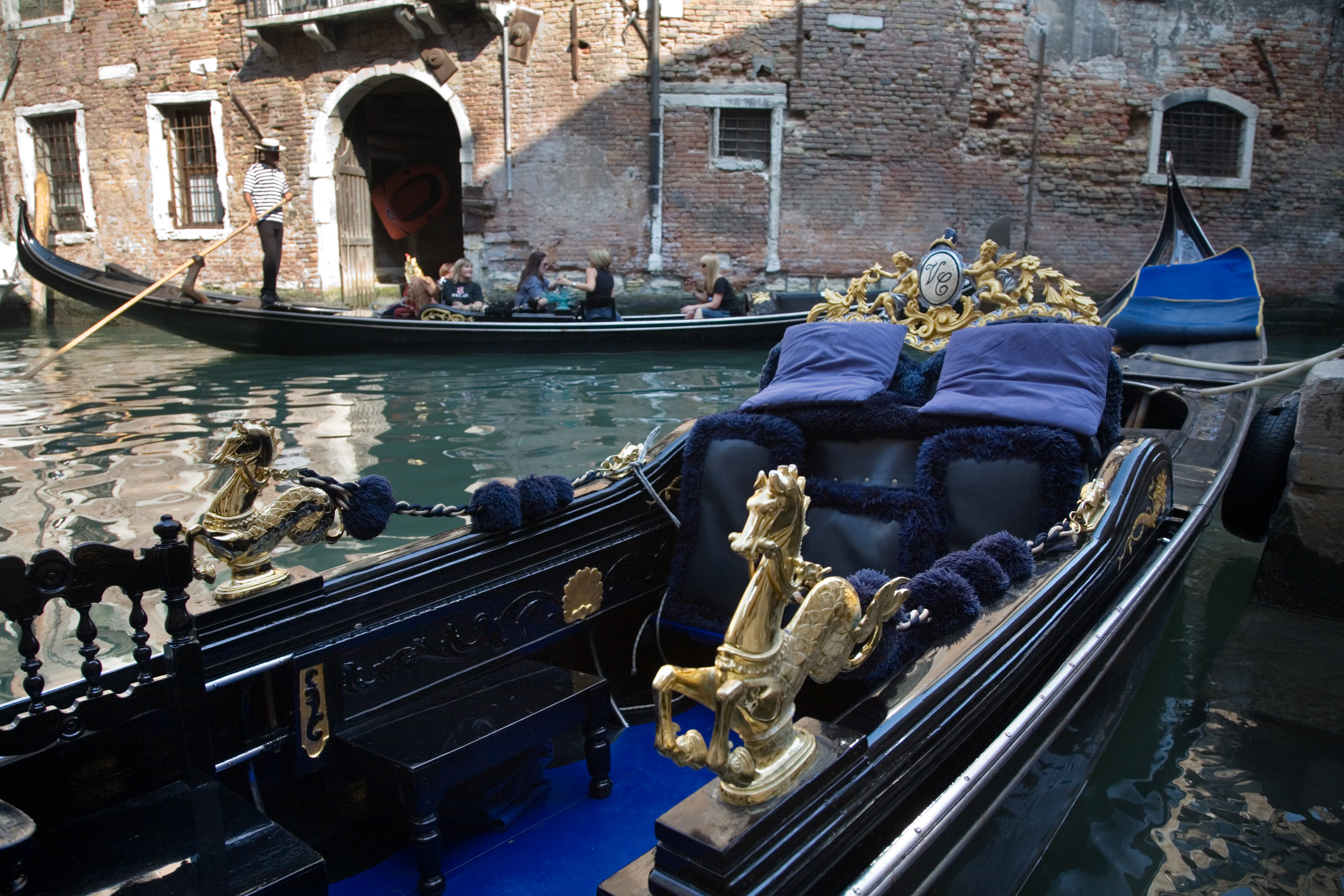
Detalle de una góndola.
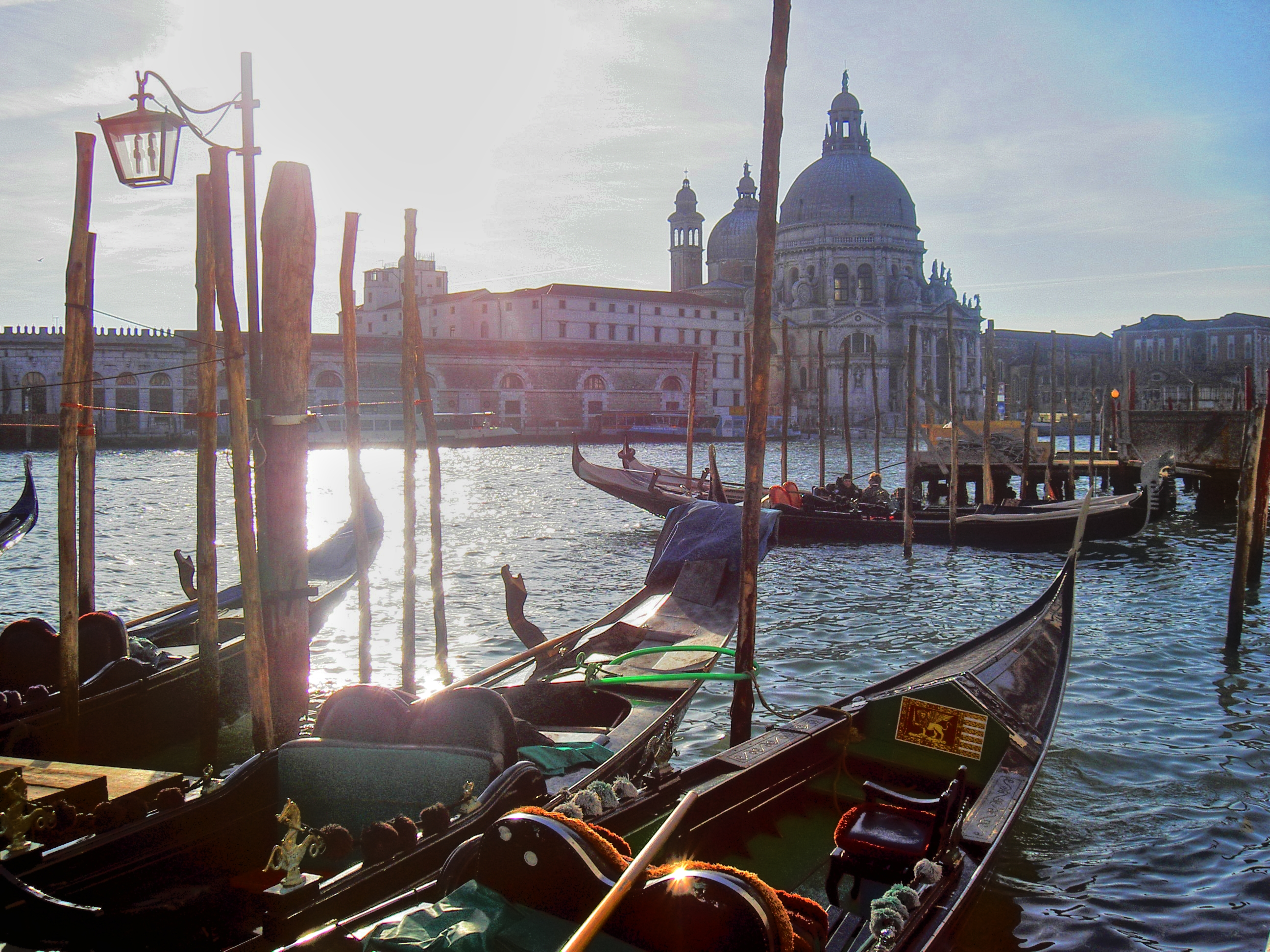